# Don't Stop the Party (canção de Black Eyed Peas)
"Don't Stop the Party" é o terceiro single do álbum The Beginning, do grupo de hip hop estadunidense The Black Eyed Peas. A canção foi escrita pelos membros will.i.am, Allan Pineda, Jaime Gomez e Stacy Fergunson, juntamente com Joshua Alvarez e LeRoy, sendo produzido por will.i.am e o DJ Ammo para o sexto álbum de estúdio do grupo, The Beginning. A canção foi descrita como um "hot club jam", características do rapper Will.i.am, um dialeto do Caribe. Ele recebeu críticas musicais, alguns criticando o uso de jogo de palavras de will.i.am e, considerando-a como "apenas uma canção de pista de dança"; mas outros acharam que a música foi "emocionante e uma faixa estrondosa". A canção tornou-se um sucesso em países como Brasil, Austrália, França e Grécia. No entanto, a canção se tornou o single da banda com menos sucesso nas paradas musicais nos Estados Unidos, chegando à posição de número #86.

## Antecedentes e composição
Esta é umas das três canções de The Beginning produzidas por Damien "DJ Ammo" LeRoy; as outras duas foram "The Time (Dirty Bit)" e "Do It Like This". O terceiro single de The Beginning foi anunciado no site oficial do Black Eyed Peas em 9 de maio de 2011. Descrito como "buzzing, hot club jam", apresenta sintetizadores whooshing e slaps com ranhuras de funk. Se vê um manejo na canção de Will.i.am, as "letras" de rap, "digital", "indígenas" e com "partes sexuais" em uma espessura, com gírias do Caribe. É a maior faixa de duração do álbum, com cerca de mais de 6 minutos. O membro do Black Eyed Pease, Will.i.am, disse à revista Spin que ele se orgulha bastante da música que ele mesmo toca para Jay-Z. "Gostaria de ir para o estúdio de Jay-Z e tocar, como 'Boom! Check it out!'", disse o cantor. "Então, eu a sujo na última estrofe".

## Recepção da crítica

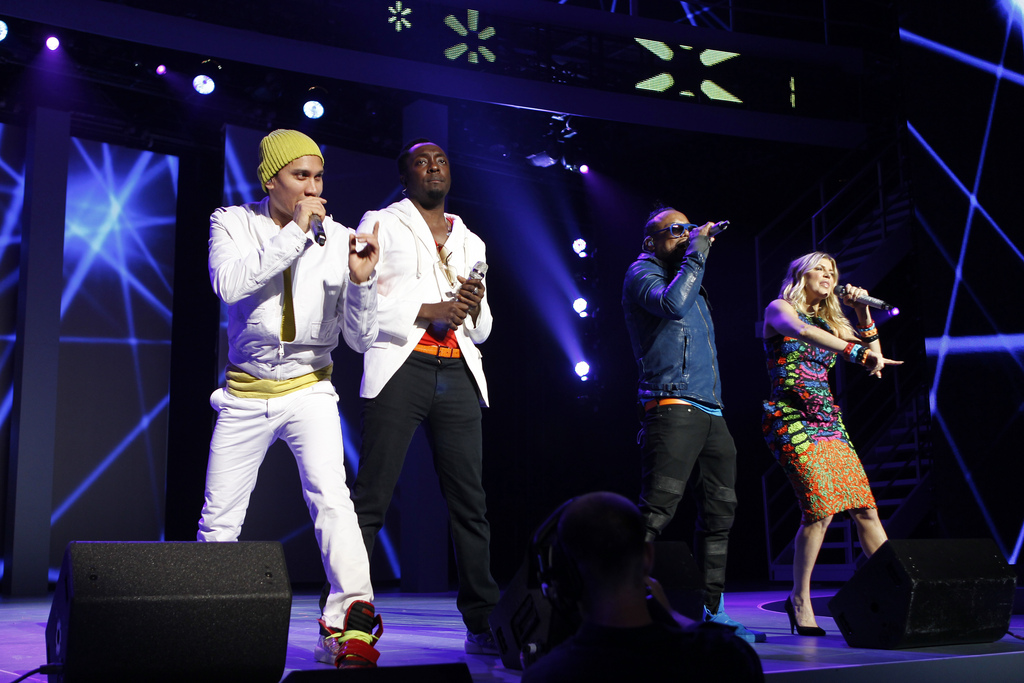
The Black Eyed Peas cantando "Don't Stop the Party" em Walmart Meeting, 2011

Monica Herrera escreveu para a Billboard que "a música é habilmente produzida, mas os problemas surgem quando Will.i.am afirma o seu jogo de palavras". Na faixa "Don't Stop the Party, ele bate no peito, dizendo: "Te matarei com a minha letra/Chama-se verbo criminal". É um orgulho tolo de um artista que claramente se concentra nas batidas ao longo das rimas, e é provável que seja melhor para ele. Andy Gill escreveu para o The Independent que, com os riffs "ferruginosos" dos sintetizadores, uma batida electro, com ranhuras no som grave cuja obstinação é sinalizada por títulos como "Don't Stop the Party". Uma crítica positiva veio de Bill Lamb, editor da About.com, dizendo: "BEP impulsiona o rítmo em que solicitam "Don't Stop the Party". Lamb disse que will.i.am começa a falar novamente sobre o futuro, e com certeza nos encontramos no meio de uma quebra futurística de um som trance. A festa atinge seu pico cerca de cinco minutos da música, sendo emocionante. Outra reação positiva veio de John Bush, editor da allmusic, que foi para dizer que a canção é um momento disperso de respeitabilidade, escolhendo-a como "AMG Pick". Gavin Martin escreveu para o jornal Daily Mirror que a operação ambiciosa de "Don't Stop the Party" cede lugar a um breve intervalo aterrorizante que é mais ou menos uma declaração de guerra sonora de "tremer a terra".

## Video da música

Brasil, local onde foi filmado o vídeo musical.

O vídeo da música, que é dirigido por Ben Mor, apresenta o grupo em palco e também os seus bastidores durante a turnê The E.N.D. World Tour no Brasil em 2010, e foi liberado para o iTunes e YouTube/VEVO em 10 de maio de 2011.
Ao lado de imagens ao vivo da turnê, o vídeo apresenta também imagens panorâmicas de paisagens brasileiras e da vida da cidade. A seção de encerramento do vídeo documenta uma visita a uma loja de discos brasileira, durante o qual close-ups de registros por José Roberto Bertrami, Afrika Bambaataa & The Soulsonic Force, Carlos Malcolm e Di Melo são mostrados.

## Performances ao vivo
The Black Eyed Peas cantou "Don't Stop the Party" ao vivo no The Paul O'Grady Show em 13 de maio de 2011. Foi parte de seu set list no Radio 1's Big Weekend de 2011. Em 17 de maio de 2011, o grupo também executou a canção na edição francesa do X-Factor. Em 24 de maio, a banda estava na 12ª temporada de Dancing with the Stars para executar a canção. A canção está incluído ao set list oficial da turnê promocional de The Beginning World Tour.

## Lista de faixas
Download digital
1. "Don't Stop the Party" - 6:07

CD single na Alemanha
1. "Don't Stop the Party" (Radio Edit) – 4:00
2. "The Situation" (Album Version) – 3:47

## Gráficos e certificações
| País/Parada (2011)                       | Melhor posição |
| ---------------------------------------- | -------------- |
| Alemanha (Nielsen Company)               | 6              |
| Austrália (ARIA)                         | 16             |
| Áustria (Ö3 Austria Top 40)              | 5              |
| Bélgica (Ultratop 50 Flanders)           | 6              |
| Bélgica (Ultratop 40 Valônia)            | 3              |
| Brasil - Billboard Brasil Hot 100        | 28             |
| Brasil - Billboard Brasil Hot Pop        | 9              |
| Canadá (Canadian Hot 100)                | 18             |
| Escócia (The Official Charts Company)    | 10             |
| Eslováquia (IFPI)                        | 19             |
| França (SNEP)                            | 3              |
| Grécia (IFPI)                            | 7              |
| Holanda (MegaCharts)                     | 75             |
| Hungria (Dance Top 40)                   | 15             |
| Hungria (Rádiós Top 40)                  | 7              |
| Irlanda (Irish Singles Chart)            | 10             |
| Nova Zelândia (RIANZ                     | 9              |
| Polônia (ZPAV)                           | 5              |
| Polônia (Dance Top 50)                   | 9              |
| Romênia (Romanian Top 100)               | 96             |
| Suíça (Schweizer Hitparade)              | 25             |
| UK Dance (The Official Charts Company)   | 6              |
| UK Singles (The Official Charts Company) | 17             |
| U.S. (Billboard 100)                     | 86             |
| U.S. Billboard Pop Songs)                | 23             |
| U.S (Latin Songs)                        | 25             |

| País      | Certificação |
| --------- | ------------ |
| Austrália | Platina      |
| Bélgica   | Ouro         |
| Suíça     | Ouro         |

## Histórico de lançamento
| País           | Data                | Formato                | Gravadora          |
| -------------- | ------------------- | ---------------------- | ------------------ |
| Austrália      | 9 de maio de 2011   | Contemporary Hit Radio | Universal Music    |
| Alemanha       | 24 de junho de 2011 | CD single              | Universal Music    |
| Estados Unidos | 28 de junho de 2011 | Mainstream radio       | Interscope Records |